# 長谷川静香
長谷川 静香（はせがわ しずか、1988年9月16日 - ）は、日本の元女性声優、タレント。フリー。東京都出身。

## 人物
- 過去の所属はスペースクラフト・エンタテインメント[2]。以前は南青山少女歌劇団の妹グループ「Nansho Kids」に所属していた。CM出演や雑誌モデルなどをしていた。
- 野村佑香のファンクラブで妹を募集していたところ、見事それに選ばれたことがある。
- 子供の頃、アニメの声に興味津々で、「どんな機械がやっているのだろう」と思っていたという[3]。声優との出会いはある時、人物が実際にレコーディングしていることを知って、驚いたという[3]。今度は職業としての声優があることを知り、ますます興味が湧いたという[3]。以来、声優になりたいという思いが強くなったという[3]。
- 声優としては2001年に『おとぎストーリー 天使のしっぽ』のイヌのナナ役でデビュー[3]。本作でちびっこトリオとして共演していた同じ事務所の清水芽衣、平野綾とともに本作で声優デビュー。公開ラジオ番組『天使のしっぽ ホームパーティー』にちびっこトリオとして参加している。
- 声優ユニットPuppy'sメンバーだった。
- 愛称は「エガちゃん」「しーちゃん」「ボス」など。「エガちゃん」の由来はダンディ坂野のギャグ「ゲッツ」をしたところ、タレントの江頭2:50の方に似ているとの中学校の同級生の指摘による（江頭のあだ名が「エガちゃん」）。本人はあだ名で呼ばれたことがそれまでほとんどなく、2時50分になると「エガちゃんのじかんだー」と言って貰えて目立てたと気に入っている。インターネットラジオ番組『こいぬのじかん』やラジオ番組『ゴチャ・まぜっ水曜日』でそう呼ばれる（アニメ『いぬかみっ!』公式サイトによる）。Puppy'sでの愛称は「しーちゃん」だった。
- 2007年3月に修徳高等学校を卒業。
- 2001年7月発売の『ピュアピュア vol.7』（辰巳出版）のインタビューでは、10年後の夢を「声優・長谷川静香としてアニメの吹き替えをしている」と答えており、この夢はその後すぐに叶うことになった。
- 座右の銘は「夢は必ず叶う」[3]。

## エピソード

### ブログの無期限休止
2008年2月16日、長谷川は「もっともっと勉強して、自分を磨いて、新SHIZUKA流を楽しんで頂けるように修行してきます。それまで待っててくださいね」とのコメントを残し、自身のブログで「無期限休止」を告げた。
直接の原因は、その前日の2月15日に、自身のインタビュー記事が掲載されている雑誌声優グランプリの紹介をした際、記事の掲載号を誤ってブログ上に発表した事である。すぐに訂正文を発表したが、記事のコメント欄に厳しい文面で長谷川に苦言を呈す書き込みが行われたことで、ショックを受けた長谷川はそれに対応する形でブログの休止を発表した。さらに、苦言を呈すコメントを書き込んだ投稿者が、この休止に対して書き込んだコメントの内容に、長谷川のファンらが怒りのコメントをぶつけたことで、ブログが炎上のような状態に至った。
休止宣言以降、長谷川のブログは過去の記事が全て削除され、残っていたコメント欄も前述の原因で荒れたため無くなり、更新が行われずに放置されていた。一方で長谷川は名前を伏せてブログについての勉強を行ったという。そして自身の誕生日である2009年9月16日に、これまでのヤプログ!からアメーバブログに移転する形で、1年7ヶ月ぶりにブログを再開した。
2013年6月、事務所を退所しフリーになる。2018年9月16日の誕生日をもって声優業を廃業した。

## 出演
太字はメインキャラクター。

### テレビアニメ
- おとぎストーリー 天使のしっぽ（2001年 - 2002年、イヌのナナ[4]） - 2シリーズ[一覧 1]
- 朝霧の巫女（2002年、稗田珠[6][7]）
- ホイッスル!（2002年、桜井みゆき[8]）
- プラトニックチェーン（2002年、ユキ）
- 愛してるぜベイベ★★（2004年、なみこちゃん）
- 双恋（2004年、雛菊るる[9]）
- おねがいマイメロディ（2005年、ハルミ）
- フタコイ オルタナティブ（2005年、雛菊るる[10]）
- いぬかみっ!（2006年、ともはね[11]）
- ながされて藍蘭島（2007年、ゆきの[12]）
- らき☆すた（2007年、小早川ゆたか[13]）
- ロケットガール（2007年、三浦茜[14]）
- ささめきこと（2009年、清香）
- ひめチェン!おとぎちっくアイドル リルぷりっ（2010年、夏目まなつ）
- みつどもえ（2010年 - 2011年、メグ〈三峰〉、女児B）- 2シリーズ

### 劇場アニメ
- いぬかみっ! THE MOVIE 特命霊的捜査官・仮名史郎っ!（2007年、ともはね[15]）

### OVA
- らき☆すたOVA（オリジナルなビジュアルとアニメーション）（2008年、小早川ゆたか）

### ゲーム
- おとぎストーリー 天使のしっぽ（2003年、イヌのナナ）
- 探偵学園Q 奇翁館の殺意（2003年、宇井美海、宇井来湖、お手玉唄）
- 双恋 -フタコイ-（2004年、雛菊るる）
- マビノ×スタイル（2005年、ことり・Nenem・木ノ下）
- フタコイ オルタナティブ 恋と少女とマシンガン（2005年、雛菊るる）
- ティンクルスター スプライツ 〜La Petite Princesse〜（2005年、タイム・バターミット、メーリィ）
- 双恋島〜恋と水着のサバイバル〜（2005年、雛菊るる）
- DS電撃文庫 いぬかみっ！ feat. Animation （2007年、ともはね）
- らき☆すたの森（2007年、小早川ゆたか）
- らき☆すた 〜陵桜学園 桜藤祭〜（2008年、小早川ゆたか）
- らき☆すた ネットアイドル・マイスター（2009年、小早川ゆたか）
- こえぷら（2012年、渡瀬天音）
- リトルウィッチ パルフェ 黒猫魔法店物語（2012年、ココット・キルシュ）
- 戦国乙女〜LEGEND BATTLE〜（2016年、足利義昭）
- 戦国乙女〜天下無敵の乙女バトル〜（2016年、室生オウガイ、足利義昭）

### ラジオ
- 天使のしっぽ ホームパーティー （ラジオ大阪 2001年 - 2002年）
- 電撃G's Radio（文化放送 2003年 - 2004年、Puppy'sとして）
- 富士見ティーンエイジファンクラブ（ラジオ大阪 2006年 - 2008年）
- こいぬのじかん（スタチャインターネットラジオ 2006年 - 2007年）
- ゴチャ・まぜっ!水曜日 ミニコーナー（MBSラジオ：2006年 - 2007年）
  - ゴチャ・まぜっ!木曜日 ミニコーナー（MBSラジオ:2007年 - 2008年）
  - ゴチャ・まぜっ!火曜日 ミニコーナー（MBSラジオ:2008年 - 2009年）
- 気軽にクラシック〜年の瀬だけど、気分はハレルヤ!〜（JFN系21局 2009年）

### インターネットテレビ
- うらすたちゃ!（すたちゃまにあ版）（Oh!sama TV内オンデマンド放送：2007年1月〜2007年9月 名塚佳織と共演）

### テレビドラマ
- MAGISTER NEGI MAGI 魔法先生ネギま!（2007年、春日美空）

### CD
- おとぎストーリー 天使のしっぽ ドラマCD（2002年、イヌのナナ）
- VOICE CD Puppy Girls 〜わたしのおじさま〜（2004年、ことら）
- マビノキドラマシアター〜謎の魔法カード〜（2005年、ことり・N・木ノ下）
- いぬかみっ! RADIO CD こいぬのじかん（2007年、Puppy's clock）
- ながされて藍蘭島 ドラマCD（ゆきの）
- らき☆すた ドラマCD（ドラマがコンプリートなディスク）（2008年、小早川ゆたか）
- 宮河家の空腹 ドラマCD 陵桜学園高等学校文化祭は大パニックかも（2014年、小早川ゆたか）

### 遊技機
- CR戦国乙女・パチスロ戦国乙女シリーズ（2009年 - 2018年、室生オウガイ、足利義昭）
- CR熱響! 乙女フェスティバル ファン大感謝祭LIVE（2015年、室生オウガイ）

### CM
- ナロンエース（頭痛薬）TV CFでの頭痛の母を心配する女の子役ほか、小学校低学年〜中学年の女の子役として多くのCFに出演した。

### その他
- うらすたちゃ!（すたチャンX版）（AT-X「すたチャンX」のフィラー番組 2007年4月〜2007年9月）
- らき☆すた in 武道館 あなたのためだから（2009年）

## ディスコグラフィ

### キャラクターソング
| 発売日   | 商品名                                                                        | 歌 | 楽曲                                                              | 備考                                                                     |
| 2001年   | 2001年                                                                        | 2001年 | 2001年                                                            | 2001年                                                                   |
| -------- | ----------------------------------------------------------------------------- | --- | ----------------------------------------------------------------- | ------------------------------------------------------------------------ |
| 9月29日  | 天使のピクニック                                                              | P.E.T.S. | 「天使のピクニック」                                              | テレビアニメ『おとぎストーリー 天使のしっぽ』関連曲                      |
| 10月30日 | 天使のしっぽ/One Drop                                                         | P.E.T.S. | 「天使のしっぽ」                                                  | テレビアニメ『おとぎストーリー 天使のしっぽ』オープニングテーマ          |
| 10月30日 | 天使のしっぽ ラジオ体操〜ココロ体操［第一］〜                                 | 守護天使・小学生チーム | 「天使のしっぽ ラジオ体操〜ココロ体操［第一］〜」                 | テレビアニメ『おとぎストーリー 天使のしっぽ』関連曲                      |
| 12月29日 | おとぎストーリー 天使のしっぽ charactersong & soundtrack 天使のうたごえ vol.1 | イヌのナナ（長谷川静香） | 「With〜ナナの散歩道〜」                                          | テレビアニメ『おとぎストーリー 天使のしっぽ』関連曲                      |
| 2002年   |                                                                               | |                                                                   |                                                                          |
| 1月26日  | おとぎストーリー 天使のしっぽ charactersong & soundtrack 天使のうたごえ vol.2 | 守護天使・小学生チーム | 「天使のしっぽ（TV size-小学生ver.）」                            | テレビアニメ『おとぎストーリー 天使のしっぽ』オープニングテーマ          |
| 4月22日  | おとぎストーリー 天使のしっぽ Best Vocals plus 天使といつまでも。             | イヌのナナ（長谷川静香） | 「With〜ナナの散歩道〜」                                          | テレビアニメ『おとぎストーリー 天使のしっぽ』関連曲                      |
| 2003年   |                                                                               | |                                                                   |                                                                          |
| 11月2日  | 初恋日和                                                                      | Puppy's | 「初恋日和」                                                      | ラジオ番組『電撃G's Radio』関連曲                                        |
| 2004年   |                                                                               | |                                                                   |                                                                          |
| 9月23日  | 甘辛日夜〜Ama-Kara Night&Day〜                                                | 桜月キラ（伊月ゆい）、桜月ユラ（綱掛裕美）、一条薫子（堀江由衣）、一条菫子（小清水亜美）、白鐘沙羅（水橋かおり）、白鐘双樹（門脇舞）、雛菊るる（長谷川静香）、雛菊らら（落合祐里香）、千草初（吉住梢）、千草恋（桑谷夏子）、桃衣愛（たかはし智秋）、桃衣舞（三五美奈子） | 「甘辛日夜〜Ama-Kara Night&Day〜」 「宝物」                       | テレビアニメ『双恋』イメージソング                                       |
| 9月23日  | 双恋 character song series #5 雛菊るる＆らら                                  | 雛菊るる（長谷川静香）、雛菊らら（落合祐里香） | 「遊んでくるく〜る♪」 「おひさま・おひめさま」                    | ゲーム『双恋 -フタコイ-』関連曲                                          |
| 11月2日  | 電撃G's Radio コンピレーションミニアルバム「Gラジ音楽部」                     | Puppy's | 「初恋日和」                                                      | ラジオ番組『電撃G's Radio』関連曲                                        |
| 12月22日 | FU・WA・RI 告白!                                                              | 桜月キラ（伊月ゆい）、桜月ユラ（綱掛裕美）、一条薫子（堀江由衣）、一条菫子（小清水亜美）、白鐘沙羅（水橋かおり）、白鐘双樹（門脇舞）、雛菊るる（長谷川静香）、雛菊らら（落合祐里香）、千草初（吉住梢）、千草恋（桑谷夏子）、桃衣愛（たかはし智秋）、桃衣舞（三五美奈子） | 「FU・WA・RI 告白！」                                             | ゲーム『双恋 -フタコイ-』オープニングテーマ                              |
| 12月22日 | FU・WA・RI 告白!                                                              | 桜月キラ（伊月ゆい）、桜月ユラ（綱掛裕美）、一条薫子（堀江由衣）、一条菫子（小清水亜美）、白鐘沙羅（水橋かおり）、白鐘双樹（門脇舞）、雛菊るる（長谷川静香）、雛菊らら（落合祐里香）、千草初（吉住梢）、千草恋（桑谷夏子）、桃衣愛（たかはし智秋）、桃衣舞（三五美奈子） | 「わいわいLove baloon」                                           | ゲーム『双恋 -フタコイ-』関連曲                                          |
| 2005年   |                                                                               | |                                                                   |                                                                          |
| 7月6日   | 恋泥棒ごっこ                                                                  | 桜月キラ（伊月ゆい）、桜月ユラ（綱掛裕美）、一条薫子（堀江由衣）、一条菫子（小清水亜美）、白鐘沙羅（水橋かおり）、白鐘双樹（門脇舞）、雛菊るる（長谷川静香）、雛菊らら（落合祐里香）、千草初（吉住梢）、千草恋（桑谷夏子）、桃衣愛（たかはし智秋）、桃衣舞（三五美奈子） | 「恋泥棒ごっこ」                                                  | ゲーム『フタコイ オルタナティブ 恋と少女とマシンガン』オープニングテーマ |
| 2006年   |                                                                               | |                                                                   |                                                                          |
| 3月24日  | いぬかみっ! キャラクターコレクションCD③ ともはね＆啓太                        | ともはね（長谷川静香）、川平啓太（福山潤） | 「いぬかみっ！狂走曲 第三幕 ともはねと啓太編 ぽっかぽかの日曜日」 | アニメ『いぬかみっ!』関連曲                                              |
| 12月21日 | いぬかみっ! キャラクターボーカルアルバム paradiso                             | ともはね（長谷川静香） | 「ハートにぴったんこ」                                            | アニメ『いぬかみっ!』関連曲                                              |
| 12月21日 | いぬかみっ! キャラクターボーカルアルバム paradiso                             | 薫の犬神10人 | 「百花繚乱紅乃乙女」                                              | アニメ『いぬかみっ!』関連曲                                              |
| 2007年   |                                                                               | |                                                                   |                                                                          |
| 3月21日  | 恋してMAGIC SOUL PARTY "踊らされてディスコ島"                                 | すず（堀江由衣）、まち（高橋美佳子）、あやね（千葉紗子）、りん（白石涼子）、ちかげ（伊藤静）、ゆきの（長谷川静香）、東方院行人（下野紘） | 「宝物」                                                          | テレビアニメ『ながされて藍蘭島』関連曲                                   |
| 3月21日  | 恋してMAGIC SOUL PARTY "踊らされてディスコ島"                                 | ゆきの（長谷川静香） | 「小さな願い」                                                    | テレビアニメ『ながされて藍蘭島』関連曲                                   |
| 6月27日  | 恋してROCK 'N' ROLL SHOWTIME "騒いじゃってロック島"                           | ゆきの（長谷川静香） | 「ピクニック!」                                                   | テレビアニメ『ながされて藍蘭島』関連曲                                   |
| 6月27日  | 恋してROCK 'N' ROLL SHOWTIME "騒いじゃってロック島"                           | すず（堀江由衣）、まち（高橋美佳子）、あやね（千葉紗子）、りん（白石涼子）、ちかげ（伊藤静）、ゆきの（長谷川静香）、東方院行人（下野紘）、梅梅（生天目仁美） | 「宝物〜Island Breeze〜」                                         | テレビアニメ『ながされて藍蘭島』関連曲                                   |
| 9月26日  | らき☆すた キャラクターソング Vol.005 小早川ゆたか                             | 小早川ゆたか（長谷川静香） | 「みにまむテンポ」 「たとえばピンクとブルーでも」                 | テレビアニメ『らき☆すた』関連曲                                          |
| 10月24日 | らき☆すた キャラクターソング Vol.010 胸ぺったんガールズ                       | 胸ぺったんガールズ | 「みんなで5じぴったん」 「ロリィタ帝国ビショージョ大帝」          | テレビアニメ『らき☆すた』関連曲                                          |
| 11月21日 | 魔法先生ネギま! Character Song Collection 『31'S LOVE』                       | 佐々木まき絵（河瀬ゆり）、和泉亜子（藤本泉）、春日美空（長谷川静香）、明石裕奈（山本真代）、大河内アキラ（滝川結貴） | 「僕たちのキズナ」                                                | テレビドラマ『MAGISTER NEGI MAGI 魔法先生ネギま!』関連曲                 |
| 12月26日 | らき☆すたRe-Mix002〜『ラキスタノキワミ、アッー』【してやんよ】〜              | らき☆すたのみんな | 「組曲「らき☆すた動画」」                                         | テレビアニメ『らき☆すた』関連曲                                          |
| 2013年   |                                                                               | |                                                                   |                                                                          |
|          | 「CR戦国乙女3〜乱〜」オリジナルサウンドトラック                               | 室生オウガイ（長谷川静香）、斉藤ムラサメ（結城アイラ）、相田コタロウ（野村香菜子） | 「我が覇道」                                                      | パチンコ『CR戦国乙女3〜乱〜』関連曲                                      |
| 2015年   |                                                                               | |                                                                   |                                                                          |
| 12月29日 | 「CR熱響!乙女フェスティバルファン大感謝祭LIVE」サントラCD                     | 覇道 | 「贖いのSKY」                                                     | パチンコ『CR熱響! 乙女フェスティバル ファン大感謝祭LIVE』関連曲          |

### シリーズ一覧
1. ↑  第1期（2001年）、第2期『Chu!』（2002年）[5]）

### ユニットメンバー
1. ↑  田中理恵、野川さくら、仁後真耶子、氷上恭子、ゆかな、川澄綾子、千葉紗子、小林晃子、大沢千秋、平野綾、長谷川静香、清水芽衣
2. 1 2  千葉紗子、小林晃子、大沢千秋、平野綾、長谷川静香、清水芽衣
3. 1 2  伊藤靖子、長谷川静香、又吉愛
4. ↑  名塚佳織、森永理科、松岡由貴、本多陽子、木川絵理子、遠藤綾、新谷良子、廣田詩夢、小林晃子、長谷川静香
5. ↑  泉こなた（平野綾）、小早川ゆたか（長谷川静香）、岩崎みなみ（茅原実里）
6. ↑  泉こなた（平野綾）、柊かがみ（加藤英美里）、柊つかさ（福原香織）、高良みゆき（遠藤綾）、小早川ゆたか（長谷川静香）、岩崎みなみ（茅原実里）、田村ひより（清水香里）、パトリシア・マーティン（ささきのぞみ）、泉かなた（島本須美）、小神あきら（今野宏美）、白石みのる（白石稔）、m.o.e.v（不詳、富永TOMMY弘明）
7. ↑  カシン居士（花澤香菜)、室生オウガイ（長谷川静香）、毛利モトナリ（能登麻美子)、レイディ（茅原実里)、夕凪いずみ（今井麻美）